# Волоцкое (озеро, Вологодская область)
Волоцкое — озеро в Вологодской области России. Располагается на востоке Вашкинского района, к востоку от озера Белое, в северной части национального парка «Русский Север». Относится к бассейну озера Белое.

## Общая характеристика
Площадь зеркала — 5,04 км². Площадь водосборного бассейн озера составляет 37,6 км². Высота над уровнем моря — 137,6 м. Расстояние между крайними точками озера — 7,3 км, в южной части ширина достигает 1,4 км.
Код объекта в государственном водном реестре — 08010200311110000005575.

## Описание
Имеет неправильную удлинённую форму, береговая линия изрезана, ориентировано в направлении северо-запад — юго-восток. Проточность слабая. Берега низкие, местами заболоченные; пологие берега поросли камышом и осокой, лес подступает вплотную к берегам озеру. Два ручья без названия впадают на юго-востоке и северо-востоке. К востоку лежит озеро Рябжево, из которого вытекает река Ухтомка, впадающая в Белое озеро. К юго-востоку находится озеро Долгое. На северном и северо-восточном берегу три деревни: Поповка-Волоцкая, Пиньшино и Мыс; на небольшом расстоянии на северо-востоке — покинутая деревня Останинская. Два острова в центральной части водоёма.
В озере обитают 8 видов рыб: окунь, щука, плотва, ёрш, лещ, язь, карась, налим. До 30-х годов XX века водился снеток.

## История
В 1585 году в «Писцовой книге дворцовых езовых волостей и государевых оброчных угодий Белозерского уезда» волок между Волоцким и Долгим озёрами называется «Красным волоком». Этот водный путь существовал с Х по XVII века и связывал Новгород с Белым морем.